# دونا (فیلم)
دونا (انگلیسی: Frenchman's Creek) یک فیلم ماجراجویی اقتباسی از رُمان دافنه دوموریه در سال ۱۹۴۱ به همین نام است که در مورد یک زن اشرافی انگلیسی است که عاشق یک دزد دریایی فرانسوی می‌شود. این فیلم توسط پارامونت پیکچرز منتشر شد.